# Valence-sur-Baïse
Valence-sur-Baïse – miejscowość i gmina we Francji, w regionie Oksytania, w departamencie Gers.
Według danych na rok 1990 gminę zamieszkiwało 1157 osób, a gęstość zaludnienia wynosiła 42 osób/km² (wśród 3020 gmin regionu Midi-Pyrénées Valence-sur-Baïse plasuje się na 301. miejscu pod względem liczby ludności, natomiast pod względem powierzchni na miejscu 350.).